# 宮田毬栄
宮田 毬栄（みやた まりえ、1936年11月5日 - ）は、日本の編集者、文芸エッセイスト。旧姓、大木。詩人の大木惇夫の次女。北九州市立松本清張記念館館長・藤井康栄（元・文藝春秋社編集委員）は姉、俳人の大木あまりは妹。日本ペンクラブ会員。

## 経歴
東京府出身。馬込や荏原中延で育つ。高校時代からフランスの市民革命に関心があった宮田は早稲田大学文学部仏文科に進学した。
『週刊コウロン』を創刊するため人員が必要だった中央公論社は新聞に募集の広告を出した。宮田は試験を受け、合格した。11人が採用され、女性は宮田だけだった。このときの保証人は父の友人の金子光晴だった。1959年に早稲田大学を卒業し、中央公論社に入社した。
見習い期間を終えると『週刊コウロン』編集部で松本清張の担当編集者となり、長篇推理小説『黒い福音』の取材を手伝う。出版部時代、1965年に西條八十を担当。1966年、文藝春秋の編集者の中井勝と結婚。中井はのちに森史朗のペンネームで、ノンフィクション作家になった。
1970年、金芝河の長編詩「五賊」の全訳が『週刊朝日』6月26日号に掲載された。朴正煕政権を風刺したことで掲載誌の『思想界』は発禁処分となり、金もこのときすでに逮捕されていた。編集室の片隅で宮田は「五賊」を読んだ。そして「韓国で発禁なら、日本から詩人の存在を世界に知らせよう。天分を持った人はどんなことをしてでも助けたい。どの国の人でも」 と思い、翌1971年12月、第1詩集『黄土』や「五賊」、評論、戯曲などを収録した日本語の翻訳書『長い暗闇の彼方に』を自社から出版した。書名は宮田が付けた。
1972年4月、金芝河は長編風刺詩「蜚語」を発表したが、4月12日に検挙され、木浦市の国立結核療養院へ強制軟禁された。救済運動が日本でも起こり、宮田は「金芝河救援国際委員会」を立ち上げた。『中央公論』を通じて知己を得た文化人13人に『長い暗闇の彼方に』を送り、金の釈放のために力になってほしいと訴えたが、応じたのは小田実だけであった。また、訪韓を試みるも、中央情報部（KCIA）によってビザ発給を拒否された。宮田は小田に対応を相談し、小田はその場で鶴見俊輔に電話し「自分たちが行けないので、代わりに行ってほしい」と依頼。鶴見、真継伸彦、金井和子の3人は釈放を求める署名を持って6月29日に韓国に渡り、病室で金と面会した。
1974年4月、朴政権に反対するデモを起こした大学生らのうち180人が拘束される「民青学連事件」が発生。金も逮捕され、7月9日に死刑を求刑された。翌10日、宮田は「金芝河救援国際委員会」を拡大・発展させ「金芝河らを助ける会」を設立。「金芝河を殺すな！ 釈放せよ！」という朴大統領に送る要請文を書いて署名運動を行った。日本では大江健三郎、遠藤周作、松本清張、柴田翔、谷川俊太郎などが、外国ではサルトル、ボーヴォワール、ヘルベルト・マルクーゼ、ハワード・ジン、ノーム・チョムスキー、エドウィン・ライシャワーなど数多くの知識人が賛同した。死刑判決がいったん下されるが、朴政権は国際的な抗議に屈し、7月21日に無期懲役に減刑した。仕事と家庭と救命運動で多忙を極め、中川と離婚。朝日新聞記者の宮田浩人と結婚し、宮田姓となる。宮田とのあいだに2児を出産。
1981年10月、『海』編集長に就任。日本で初めて文芸誌編集長に就任した女性となった。『海』は1984年4月に休刊。出版部部長、中公文庫副室長、『中央公論文芸特集』編集長、雑誌編集局局次長を歴任。
『中央公論文芸特集』編集長を務めていた1994年、持ち込み原稿の中から川上弘美の「物語が、始まる」を発掘。川上の初代担当編集者となる。『中央公論文芸特集』1995年夏季号に掲載された川上の「婆」は第113回芥川賞候補作品に選ばれた。 
1997年5月に退社し、フリーとなる。2016年、父の評伝『忘れられた詩人の伝記　父・大木惇夫の軌跡』で第67回読売文学賞評論・伝記賞受賞。

## 著書
- 『追憶の作家たち』（文春新書、2004年）
- 『忘れられた詩人の伝記　父・大木惇夫の軌跡』（中央公論新社、2015年）